# Milton Dacosta
Milton Dacosta [de nombre Milton Rodrigues da Costa] (Niterói, 19 de octubre de 1915 - Río de Janeiro, 4 de septiembre de 1988) fue un pintor, diseñador y dibujante, una de las figuras destacadas del arte plástico brasileño de la segunda década del siglo XX.

## Biografía
Educado en la pintura figurativa y los paisajes, tras un breve paso por la Escola Nacional de Belas Artes, en 1931, junto con Sa Bustamante, Ado Malagoli, Rescála, José Pancetti y Joaquim Tenreiro, entre otros, participó en la fundación del llamado, Núcleo Bernardelli de los pintores modernistas brasileños, aunque estuvo poco tiempo vinculado a dicho grupo. Obtuvo algunos premios en Brasil y en 1941 comenzó a pintar figuras humanas con formas geométricas, en línea con el cubismo. En 1946 llegó a Lisboa y conoció a Almada Negreiros  y Antonio Pedro. Después de visitar Estados Unidos y varios países de Europa, se estableció en París, donde estudió en la Académie de la Grande Chaumière. Allí conoció a Picasso a través de Cícero Dias, y asistió a los talleres de Georges Braque y Georges Rouault. Después de exponer en el Salón de Otoño parisino, volvió a Brasil definitivamente en 1947. En 1949, se casó con la pintora Maria Leontina da Costa y se estableció en São Paulo. En los años 1950 su pintura se desarrolló en la abstracción geométrica, caracterizada sobre todo por la influencia del concretismo y el neoconcretismo que representaban Max Bill o Hélio Oiticica. Con el tiempo, las líneas se estilizaron y simplificaron dejando una pintura limpia, donde el racionalismo y la geometría no restan lirismo a sus composiciones. Se le ha considerado representante del movimiento constructivista brasileñó, si bien se señala la dificultad para encuadrar el conjunto de su variada obra. Cultivó también el diseño, así como la ilustración de libros. Sus obras se encuentran en colecciones particulares y museos como el de Arte Moderno de Río de Janeiro o la Pinacoteca del Estado de São Paulo.